# Könözsy Lajos
Könözsy Lajos, született Senkár Lajos (Nagyatád, 1915. július 17. – Budapest, 1948. május 31.) katolikus lelkész, hittanár.

## Szakmai életútja
Tanulmányait Esztergomban a Szent Benedek-rendi katolikus gimnáziumban 1925-ben kezdte el. 1932-ben kitüntetéssel érettségizett. 1933-ban kezdte el tanulmányait a budapesti Pázmány Péter Katolikus Egyetem Hittudományi Karán, neve még ekkor is Senkár Lajos volt. 1939-ben hittudományi doktorátust szerzett.
1939. június 18-án esztergomi pappá szentelték, teológiai dr. 1940-1944 között hittantanár az Óbudai Árpád Gimnáziumban, 1942-ben a Széll A. Iparos és Kereskedelmi Tanoncotthon hittanára is. 1943-ban használta először a Dr. Könözsy (Senkár) Lajos nevet. 1941-1942-ben, majd 1944-ben rendszeresen jelentek meg könyvismertetései a Katolikus Nevelés című lapban. Tanulmányai jelentek meg  1944-ben a Centralista és az Egység útja című katolikus lapokban.
1944-ben a Műegyetemen a Horthy Kollégium és a Képzőművészeti Főiskola lelkésze.
1945-48 között a vallás és közoktatásügyi miniszter titkára.
1948-ban az Államvédelmi Osztály letartóztatta, a Mindszenty-per előkészítéséül a prímás elleni vallomást akartak kicsikarni tőle, de megtagadta. A kínzások után menthetetlen állapotban az óbudai Szent Margit kórházba szállították, ahol meghalt. Orvosa – volt tanítványa – Pintér Endre szerint „túlkínozták”. Mindszenty József hercegprímás temette, akinek ez volt az utolsó nyilvános szereplése.
Könözsy Lajos neve a következő 2 ÁBTL iratban szerepel:
- 3.1.5. O-11802/2 Fekete Hollók. BM II/5-f alosztály. A dosszié elsősorban a „Keresztény Front” tevékenységéről, a ciszterci illegális rendről, a ciszterci illegális ifjúsági mozgalom felszámolásáról szól.
- 3.1.5. O-11802/26 Fekete Hollók. A BM II/5-f alosztálya „Fekete Hollók” fedőnéven operatív feldolgozó munkát folytatott egy klerikális államellenes szervezkedés ügyében, melynek ideológiai alapját a résztvevők a pápai szociális enciklikákból és körlevelekből merítették. A szervezkedés kiterjedt a volt ciszterci és jezsuita rendek, a KIOE-KLOSZ, a Regnum Marianum és más ifjúsági szervezetek, a piarista- és bencés rend egyes tagjai, valamint egyes római katolikus papok által irányított illegális szervezetekre és csoportokra, melyek az ország különböző területein – elsősorban Budapesten – működtek.

## Fontosabb művei
- Az Istenképiség teológiája. 1939.
- Bölcseleti vázlatok. Actio Catholica Országos Elnöksége. Budapest, 1947.

## Tanítványai emlékezéseiből
- Sinkovits Imre (1928–2001) színész: „Hittantanáruk, a Rómában végzett, tizenkét élő és négy holt nyelvet beszélő dr. Könözsy Lajos az Árpád Gimnáziumban valósítja meg – korát megelőzve, egy veszett eszméktől fertőzött időszakban – az ökumenizmust: közös hittanórát tart valamennyi vallás és felekezet számára.” [12]
- Péter László (1929–2008) történész: „Az Árpád Gimnáziumba jártam, ott erős hatást gyakorolt rám a cserkészeten kívül hittantanárom, Könözsi Lajos, akivel érettségi után is rendszeresen találkoztam. Rendkívüli jelenség volt mint tanár és elsősorban mint tanácsadó és vitapartner.”[13]

- dr. Könözsy Lajos-díj. Óbudai Árpád Gimnázium. Létrehozta Bajza Károly–1999-ben.[14]
- Könözsy Lajos emléktáblája az Óbudai Árpád Gimnázium előterében.